# Bussy-en-Othe
Bussy-en-Othe är en kommun i departementet Yonne i regionen Bourgogne-Franche-Comté i norra Frankrike. Kommunen ligger i kantonen Brienon-sur-Armancon som tillhör arrondissementet Auxerre. År 2022 hade Bussy-en-Othe 696 invånare.

## Befolkningsutveckling
Antalet invånare i kommunen Bussy-en-Othe
| Referens: INSEE |